# 多纳蒂彗星
多纳蒂彗星(C/1858 L1)是一颗非常有名的長周期彗星，為義大利天文學家喬瓦尼·巴蒂斯塔·多納蒂於1858年6月所發現，它的周期大約為1953年。多纳蒂彗星最接近地球是在1858年10月10日。